# Radnay Csilla
Radnay Csilla (Budapest, 1985. június 26. –) magyar színésznő.

## Pályája
2003-ban rögtön az érettségi után felvételt nyert a Színház- és Filmművészeti Egyetem zenés színész szakára Ascher Tamás és Novák Eszter osztályába. Gyakorlatát a Centrál Színházban töltötte, 2007-ben, a diploma megszerzését követően itt is kapott szerződést. Ezzel egy időben egykori osztálytársaival együtt megalapítják a HOPPart Társulatot.
Vendégművészként szerepelt a budapesti Nemzeti Színház János Vitéz című előadásában. Alföldi Róbert igazgató annyira meg volt elégedve vele, hogy leszerződtette társulati tagnak. 2009 óta a Nemzeti Színház tagja, 2013–2016 között a székesfehérvári Vörösmarty Színház színésznője. 2016–2022 között szabadúszó volt. 2022-től a Vígszínház tagja.
2013-ban a címszereplő feleségét, Gizellát játszotta Alföldi Róbert rendezésében, a Szörényi–Bródy páros klasszikusában, az István, a király című rockoperában. A 300 millió forint költségvetésű előadást Szegeden és Budapesten 40 ezer néző látta élőben, az RTL Klub közvetítésének teljes nézettsége 730 ezer volt.

## Szerepei

### Ódry Színpad
- Brecht: Kurázsi mama és gyermekei (Yvette)
- Laurents–Bernstein–Sondheim: West Side Story (Maria)
- Ragni–Rado–McDermot: Hair
- Vakrepülés (Embervásár)
- Szent Iván éjjelén (Merlin Színház)
- Mozart–Schikaneder: Varázsfuvola
- Örkény: Túl vagy a nehezén, most jön a neheze

### Centrál Színház
- Woody Allen: New York-i komédiák – Central Park West (Juliet)
- Baráthy: Szemfényvesztés (Mausi Sauer)
- Dipietro–Roberts: Ájlávjú (Első nő)
- Shakespeare: A velencei kalmár (Jessica, Shylock lánya)
- Whitty–Lopez–Marx: A mi utcánk – Avenue Q (Sente Ste)

### HOPPart Társulat
- Tovább is van… (Giulietta; Clara; Szivárványlány; Zongoraművésznő)
- Thorp–McTiernan: Halálkemény
- Máthé Zsolt: „Eljövök érted” – a kezdet
- Fosse– Kander–Ebb: Chicago

### Nemzeti Színház
- Frayn–Hamvai: Szigliget (Szabó Vera, főhadnagy)
- Darvas–Varró–Hamvai–Rejtő: Vesztegzár a Grand Hotelben (Ursina Petrovna, teozófusnő és aggszűz)
- Kacsoh–Heltai: János vitéz (A francia királykisasszony)
- Katona: Bánk bán – junior (Melinda)
- Móricz: Úri muri (Cigányasszony)
- Fejes–Presser: Jó estét nyár, jó estét szerelem (Veronika)
- Kovács–Mohácsi: Egyszer élünk, avagy a tenger azontúl tűnik semmiségbe
- Madách: Az ember tragédiája
- Molière: A fösvény (Mariane, Cléante szerelmese, Harpagon választottja)
- Bródy: A tanítónő (Hray Ida)
- Shakespeare: Hamlet (Ophelia, Polonius lánya)
- Vörösmarty: Csongor és Tünde (Ilma)
- Shakespeare–Mohácsi: A velencei kalmár (Portia)
- Klaus Mann: Mephisto (Barbara Bruckner, Hendrik Höfgen felesége)

### Egyéb helyszín
- Bakonyi–Huszka–Martos: Bob herceg (Annie, Tom apó leánya) – kecskeméti Katona József Színház
- Hrabal–Lőkös–Znamenák: Sörgyári capriccio (Fiatal Maryśka) – Kőszegi Várszínház
- Kálmán–Mohácsi–Mohácsi: A csárdáskirálynő avagy 1916 (Vereczkey Szilvia) – székesfehérvári Vörösmarty Színház
- Bakonyi–Szirmai–Gábor: Mágnás Miska (Marcsa, mosogatóleány) – Szegedi Szabadtéri Játékok
- Boldizsár–Szörényi–Bródy: István, a király rockopera (Gizella) – Szegedi Szabadtéri Játékok (2013)
- Németh Virág–Borgula András: Szakácskönyv a túlélésért (szereplő) – Gólem Színház (2014)
- Andrew Lloyd Webber–Tim Rice: Evita (címszerep) – Margitszigeti Szabadtéri Színpad, Szegedi Nemzeti Színház (2016)
- David Ives–Németh Virág–Borgula András: Ismerős történet (Ruth) – Gólem Színház (2019)

### Videoklip
- Brains - Ladies Obsession (2011)

## Filmjei
| Év   | Film                | Szerep                       | Megjegyzés |
| ---- | ------------------- | ---------------------------- | ---------- |
| 2007 | Könyveskép          | Kolléganő                    |            |
| 2009 | Hajónapló           | Gina                         |            |
| 2010 | East Side Stories   |                              |            |
| 2012 | Én is téged, nagyon | Zsuzsi                       |            |
| 2013 | Vénusz átvonulás    | Sára                         |            |
| 2015 | Aranyélet           | Hanna                        | sorozat    |
| 2015 | A fekete múmia átka | Evelin                       |            |
| 2018 | Nyitva              | Fanni                        |            |
| 2019 | Reggelim a vacsorád |                              |            |
| 2020 | Bátrak földje       | Torzsa Rózsa                 | sorozat    |
| 2020 | Apatigris           | Timi                         | sorozat    |
| 2020 | Psycho 60           | Marion Crane                 | kisfilm    |
| 2021 | Saját kérésére      | Judit                        |            |
| 2022 | A besúgó            | Marika                       | sorozat    |
| 2023 | Shakespeare 37      | Harmadik boszorkány, Adriana | sorozat    |
| 2025 | A renitens          | Ascher Linda                 | sorozat    |

## Díjai
- POSZT 2011 – Legjobb 30 év alatti színésznő (Egyszer élünk)
- Junior Prima díj 2012 – Színház- és filmművészeti kategória
- A kiscsillag is csillag-díj (2023)[4]
- Ajtay Andor-emlékdíj (2025)[5]